# A553-as autópálya (Németország)
Az A553-as autópálya (németül: Bundesautobahn 553) egy autópálya Németországban. Hossza 13 km.